# パット・マルティーノ
パット・マルティーノ（Pat Martino、1944年8月25日 - 2021年11月1日 ）は、アメリカ合衆国のジャズギタリスト、作曲家である。
ジャズの中でも特に、ポスト・バップ、フュージョン、メインストリーム・ジャズ、ソウル・ジャズ、ハード・バップ等のジャンルで活動していた。

## 略歴
マルティーノは、1944年にパット・アッツァーラ（Pat Azzara）としてアメリカ合衆国ペンシルベニア州フィラデルフィアに生まれ、父（Carmen "Mickey" Azzara）の影響で音楽に興味を持ち、12歳でギターを始め、15歳からプロとして活動を始めた。初期の活動やレコーディングには ウィリス・ジャクソン（サックス）やエリック・クロス（サックス）、ほか多くのジャズ・オルガン奏者（ジャック・マクダフ等）との共演がある。
マルティーノは1976年に脳動静脈奇形による致命的な脳動脈瘤で倒れ、1980年に手術を受けた結果、ギターとこれまでの音楽的キャリアの記憶を無くしてしまった。その後、親族の支えやコンピュータによる補助、さらには彼自身のこれまでのレコーディングを聞くことで、以前の記憶を回復することができたと語っている。
その後、インタビューで記憶が回復する経緯の真相を語っている。
1987年にレコーディングされたアルバム『バック・イン・ニューヨーク - ライブ・アット・ファット・チューズデイズ』でマルティーノは活動を再開。2004年には『ダウン・ビート』誌の「Guitar Player of the Year」を獲得、2007年にはワールド・ツアーを実施した。
1995年に京都で出会った日本人女性、アヤコ・アサヒ・マルティーノと結婚。
2018年、慢性呼吸器疾患のため、演奏活動停止。
2021年11月1日、死去。77歳没。

## 理論
マルティーノの即興理論である「マイナー・コンバージョン」はマイナー調の曲のためだけのものと間違われる事がある。実際にマイナーコードやスケールが関係するコード進行の概念が含まれているものの、理論上正しいかどうかで特定の音を正当化するのではなく、よりフレットボードの構成に基づいて考えられた理論である。実際、彼のソロには、コード進行上で考えられる特定のIIm7の和音以外の音が含まれており、それらは彼の本や教材ビデオの中でも確認出来る。音楽を作成するために使用するというよりむしろ、彼の演奏を説明するための方法としてシステムを理論として定式化した、と彼の掲示板では述べられている。
また、マルティーノは次の様にも語っている。「私がレコーディングしたソロの分析の中でモード奏法を適用していると言われる事があるが、個人的にはその様には決して演奏しない。私は形式的なスケールを使うのではなく、いつも自分の旋律の本能に従って演奏してきた」。

## ディスコグラフィ

### リーダー・アルバム
- 『エル・オンブレ』 - El Hombre (1967年、プレスティッジ)
- 『ストリングス!』 - Strings! (1967年、プレスティッジ)
- 『イースト!』 - East! (1968年、プレスティッジ)
- Baiyina (The Clear Evidence) (1968年、プレスティッジ)
- Desperado (1970年、プレスティッジ)
- 『ザ・ヴィジット』 - The Visit (1972年、Cobblestone) ※『フットプリンツ』 - Footprintsとして再発あり
- 『ライヴ!』 - Live! (1972年、Muse)
- 『コンシャスネス』 - Consciousness (1974年、Muse)
- 『スターブライト』 - Starbright (1976年、ワーナー)
- 『ジョイアス・レイク』 - Joyous Lake (1976年、ワーナー)
- 『ウィール・ビー・トゥゲザー・アゲイン』 - We'll Be Together Again (1976年、Muse MR 5090)
- 『イグジット』 - Exit (1977年、Muse - MR 5075) ※1976年2月10日録音
- 『バック・イン・ニューヨーク - ライブ・アット・ファット・チューズデイズ』 - The Return (1987年、Muse)
- 『ザ・メイカー』 - The Maker (1994年、Evidence)
- Interchange (1994年、Muse)
- Night Wings (1996年、Muse)
- Cream (1997年、32 Jazz) ※コンピレーション
- 『光と影のギタリズム!』 - All Sides Now (1997年、ブルーノート)
- Head & Heart: Consciousness/Live (1997年、32 Jazz) ※『Live!』『Consciousness』からのコンピレーション
- 『ストーン・ブルー』 - Stone Blue (1998年、ブルーノート) ※ジョイアス・レイクとの共同名義
- Fire Dance (1998年、Mythos)
- Comin' and Goin': Exit & the Return (1999年)
- First Light (1999年、32 Jazz) ※『Joyous Lake』『Starbright』からのコンピレーション
- Impressions (1999年、Camden)
- Givin' Away the Store, Vol. 3 (2000年、32 Jazz)
- The Philadelphia Experiment (2001年、Ropeadope)
- 『ライヴ!』 - Live at Yoshi's (2001年、ブルーノート) ※日本盤は、パット・マルティーノ・オルガン・トリオ名義
- 『シンク・タンク』 - Think Tank (2003年、ブルーノート)
- Timeless Pat Martino (2003年、Savoy Jazz)
- 『ウェス・モンゴメリーに捧ぐ』 - Remember: A Tribute to Wes Montgomery (2006年、ブルーノート)
- Undeniable: Live at Blues Alley (2011年、HighNote/APM)
- Alone Together (2012年、HighNote)
- We Are Together again (2013年、HighNote)
- Young Guns: Gene Ludwig–Pat Martino Trio with Randy Gelispie (2014年、HighNote)
- 『フォーミダブル』 - Formidable (2017年、HighNote)